# Sceloenopla apicalis
Sceloenopla apicalis is een keversoort uit de familie bladkevers (Chrysomelidae). De wetenschappelijke naam van de soort werd in 1858 gepubliceerd door Joseph Sugar Baly.